# 蒂亞娜·波格丹諾維奇
蒂亞娜·波格丹諾維奇（Tijana Bogdanović，1998年5月5日—），生于克鲁舍瓦茨，是一名塞爾維亞女性跆拳道運動員，曾获得过2016年欧洲跆拳道锦标赛冠军，之后又於2016里約奧運跆拳道比賽中獲得銀牌。